# KLatin
KLatin — программа, помогающая изучить латинский язык. Входит в пакет образовательных программ KDE Education Project. Распространяется согласно GNU General Public License.
KLatin обучает лексике, грамматике, формам глаголов.